# ATH-81 한산도
ATH-81 한산도는 대한민국 해군 최초의 훈련함이다.

## 역사
미국, 일본, 중국, 러시아는 전용 훈련함을 보유하고 있다. 이에 한국도 전용 훈련함을 2018년 11월 16일 현대중공업에서 진수했다.
길이 142m, 4,500t급으로 최대속력은 24kts다. 순항속력 18kts로 7,000마일(12,000㎞ 이상) 이상을 항해할 수 있다.
400여 명 이상의 거주공간은 물론 200명 수용이 가능한 대형 강의실 등 3개의 강의실과 조함·기관 등의 실습실을 갖췄다.
2022년도에 순항훈련을 처음 참가 하였다.
한산도(閑山島)는 대한민국 경상남도 통영시 한산면 한산도에 있는 섬으로 면적 14.785km2의 유인도이다. 2007년 7월 4일 추봉도와 한산도를 연결하는 추봉교가 개통되어 현재는 두 섬이 연결되어 있다. 해군은 한산도가 임진왜란시 삼도수군통제영이 위치했고, 한산도해전의 배경이라는 점을 고려해 함명을 한산도함으로 정했다. 한산도는 경상남도 통영시 한산면의 주도(主島)로, 임진왜란시 첫 삼도수군통제영이 설치되었던 곳이다. 세계 4대 해전ㆍ임진왜란 3대첩으로 꼽히는 한산도해전이 이 섬 인근에서 벌어졌으며, 한산도해전을 계기로 조선 수군은 남해의 제해권을 장악했다.

## 병원선

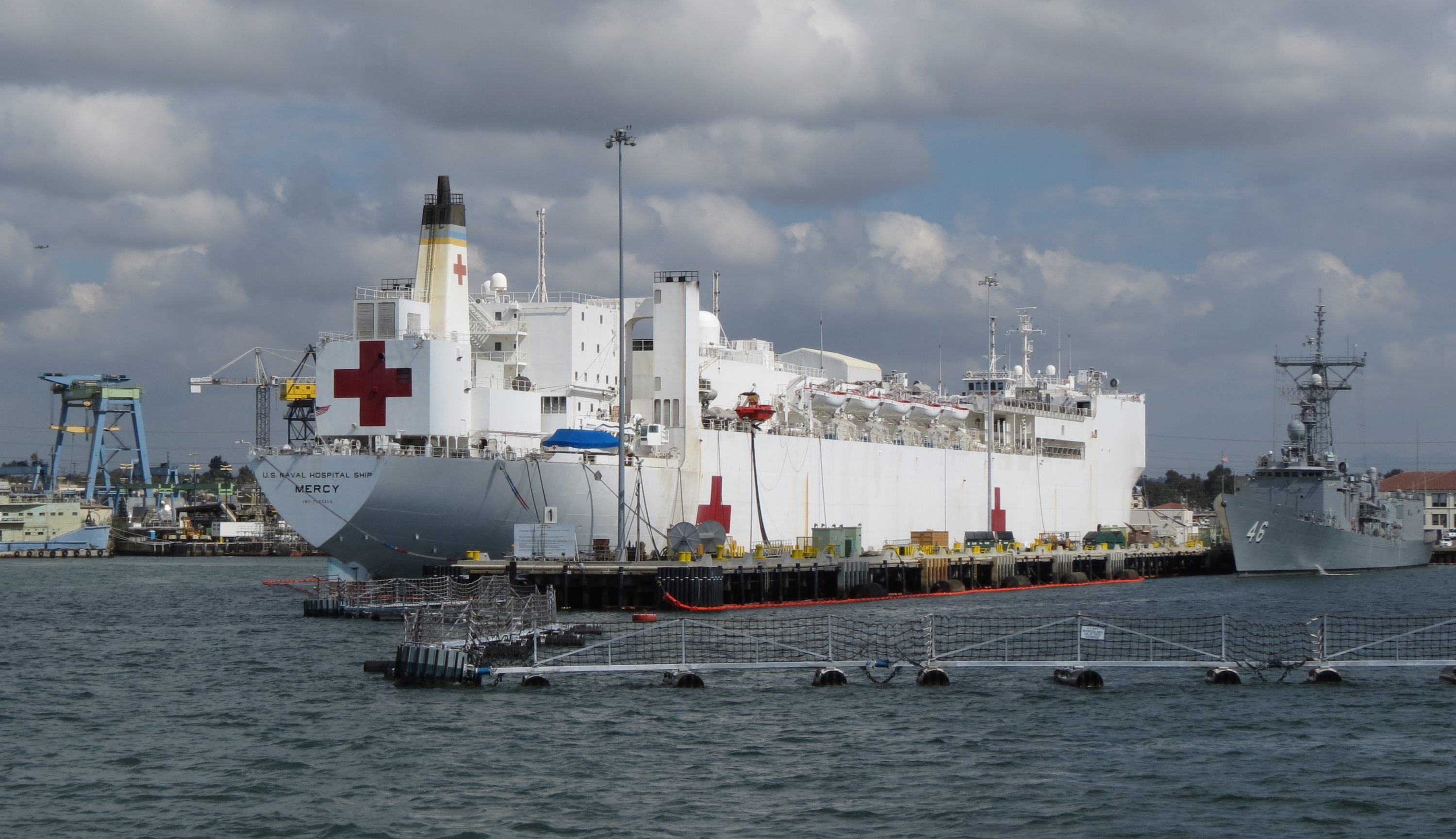
미국 해군 병원선인 배수량 7만톤 USS 머시(T-AH 19)

한산도함은 국내 군함 중 최대 규모의 의무실과 병상을 갖췄다. 독도함의 1.8배의 의무실이 설치되었다. 중환자 처치를 위한 대수술실 1실을 포함한 수술실만 3개실이며, 평상시 평소 진료실, 수술실은 강의실로, 60실 규모(중환자실, 일반병실 구분)의 병실은 실습생 침실로 사용한다.
미국 해군은 2척의 병원선을 보유하고 있다. 병원선은 미국의 비전쟁군사작전(MOOTW)을 상징하는 전력이다. 화물선이나 여객선을 개조해 만든 병원선은 말 그대로 바다에 떠다니는 종합병원이다. 미 해군은 USS 머시(T-AH 19)과 USS 콤포트(T-AH 20) 등 2척의 병원선을 보유하고 있다. 머시함과 콤포트함은 7만t급에 병상은 1000개, 수술실은 12개를 갖췄다.

## 같이 보기
- 비전쟁군사작전